# 太田市立世良田小学校
太田市立世良田小学校（おおたしりつ せらだしょうがっこう）は、群馬県太田市世良田町にある公立小学校。

## 学区
- 世良田町[1]
- 今井町
- 新町
- 南八町
- 下町
- 下新田町
- 下原町
- 出塚町
- 徳川町
- 小角田町